# Крик совы (фильм, 2009)
«Крик совы» (англ. The Cry of the Owl) — экранизация одноимённой книги Патриции Хайсмит.

## Сюжет
Роберт, разводящийся с женой, влюбляется в свою соседку. Сначала он часами ходит вокруг её дома. Когда женщина замечает его, он хочет уйти, но она приглашает его к себе домой. Постепенно между ними завязывается дружба и даже более, но у неё есть ревнивый парень, а жена Роберта начинает жалеть о начале бракоразводного процесса. Начинается жестокая игра, полная ревности, предательства и смерти…

## В ролях
- Пэдди Консидайн — Роберт Форрестер
- Джулия Стайлз — Джени Тиролф
- Карл Прюнер — мистер Джаффэ
- Горд Рэнд — Джек Нельсон
- Джеймс Гилберт — Грег Винкуп
- Каролин Даверна — Никки Грэйс
- Алекс Харзи — адвокат Роберта Форрестера
- Марсия Ласковски — адвокат Никки Грэйс
- Филлип МакКензи — клиент Лавинь
- Р.Д. Рейд — мистер Колби
- Криста Бриджес — Элейн
- Николас Кэмпбелл — Джед Уинкуп
- Шарлотта Салливан — Салли Нилсон
- Питер Макнил — Сэм Роудс
- Арнольд Пиннок — детектив Андерсон
- Дженнифер Кидд — Сьюзи Эшем
- Брюс МакФи — детектив Липпенгольц